# Antic Hospital Comarcal
L'Antic Hospital Comarcal és una obra del municipi de Vilafranca del Penedès (Alt Penedès) inclosa en l'Inventari del Patrimoni Arquitectònic de Catalunya. Situat en l'antic convent dels franciscans. Va ser convertit en hospital a mitjans de segle xix i les obres de reforma i restauració van ser acabades el 1890, en un estil que anunciava el modernisme. Des del 1928, per conveni amb la Diputació, s'anomenà Hospital Comarcal. El 1950 s'inaugurà un annex amb el nom de Clínica de Nostra Senyora de Montserrat.

## Descripció
És un edifici entre mitgeres que fa cantonada als carrers de Sant Pere i de Vidal. Forma un conjunt amb l'antic Convent de Sant Francesc. Consta de planta baixa i dos pisos (el segon és posterior a la construcció inicial), sota terrat. Hi ha utilització del maó vist i pedra d'aparell poligonal. A la cantonada hi ha adossada una font pública.